# Bir Zamanlar Osmanlı
Bir Zamanlar Osmanlı ist eine türkische Drama-Serie, die seit dem 12. März 2012 vom Sender TRT-1 ausgestrahlt wird.
Die Regisseurin ist Altan Dönmez und die Drehbuchautoren sind Ertan Kurtulan, Hilal Yıldız, Gürsel Korat und Abdullah Akin.
Die Handlung spielt zu Beginn des 18. Jahrhunderts im Osmanischen Reich. Sie handelt von Assassinen, der Tulpenzeit und deren Ende ausgelöst durch den Aufstand von Patrona Halil.